# Grad Garić
Garić grad so razvaline srednjeveškega gradu na Moslovaški gori. 

## Lega
Razvaline ležijo na z gozdom porasli Garić gori na višini 388 m jugozahodno od bližnjega naselja Podgarić.

## Zgodovina
Garić grad je bil poleg Medvedgrada eden najstarejših srednjeveških utrjenih gradov v severni Hrvški. Leta 1256 ga je zgradil ban Stjepan Šubić. Konec 13. stoletja (1295) so se na Garić gori v bližini gradu naselili pavlinci, ki so ustanovili Pavlinski samostan Bela crkva. Ko so leta 1544 Turki porušili Garić grad in bližnji samostan s cerkvijo sv. Marije je bil grad opuščen. Od njega so do danes ostale le ruševine, ki so postale priljubljena izletniška točka.

## Galerija
- Garić Grad, vhodna vrata
- Garič grad, obrambni stolp

Koordinati:   45°37′53″N, 16°45′25″E